# منان (آیداهو)
منان(به انگلیسی: Menan) شهری در شهرستان جفرسون ایالت آیداهو است که جمعیت آن در سرشماری سال ۲۰۱۰ میلادی ۷۴۱ نفر بوده است.